# 介电泳
介电泳（英語：Dielectrophoresis或DEP)是电介质在非均匀电场中受力的现象。
这一力的存在不需要物体本身带电。所有粒子在电场环境里都存在介电泳现象，然而力的大小很大程度取决于物质和粒子的电学性质，粒子的形状和大小，以及场强变化率。 因此，特定频率的电场可以有选择性地控制特定粒子。它被应用于细胞的分离以及纳米粒子和纳米线的定向和控制。